# J.P. Morgan
John Pierpont Morgan (født 7. april 1837 i Hartford, død 31. marts 1913 i Rom) var en amerikansk finansmand, bankmand, filantrop og kunstsamler som dominerede korporativ finans og industriel konsolidering i sin tid. 
I 1892 organiserede han fusionen af Edison General Electric og Thompson-Houson Electric Company til General Electric.
Han drev også bankvirksomhed, og den dag i dag findes investeringsbanken JPMorgan Chase, der har vokset sig til den største bank i USA, og verdens største bank efter markedsværdi.
Morgan var en af grundlæggerne af U.S. Steel. U.S. Steel var i 2010 den trettende største stålproducent i verden. 
Han giftede sig for anden gang med Frances Louise Tracy i 1865. Morganfamilien fik tre døtre og en søn.